# Gerard Scheurleer
Gerard Scheurleer (29 de mayo de 1886 - 11 de octubre de 1948) fue un jugador neerlandés de hockey sobre césped y tenis que representó a los Países Bajos en los Juegos Intercalados. En los Juegos Intercalados de 1906, ganó sus tres primeras rondas del evento individual contra jugadores griegos para llegar a la semifinal, que perdió ante el eventual ganador de la medalla de oro, Max Decugis. Junto con su compatriota Karel Beukema, también compitió en el evento de dobles donde perdieron su primer partido, en los cuartos de final, contra el equipo francés y los eventuales ganadores de la medalla de oro Max Decugis y Maurice Germot.
Scheurleer compitió en tres Campeonatos de Wimbledon entre 1919 y 1926. Después de vencer a A. Wallis Myers y Nicolae Mișu, alcanzó la tercera ronda del evento individual en el Campeonato de Wimbledon de 1920, que perdió ante Frank Jarvis en sets corridos. En dobles, formó equipo con E.G.de Seriere (1919), Christiaan Van Lennep (1920) y M.Wetselaar (1926), pero no pasaron de la primera ronda.
En 1922, perdió su pierna derecha en un accidente de motocicleta que puso fin a su carrera activa como jugador y también le causó graves dolores fantasmales por el resto de su vida. Posteriormente, se convirtió en entrenador de varios jugadores neerlandeses, incluidos Arthur Diemer Kool, Madzy Rollin Couquerque, Hendrik Timmer y Kea Bouman. Además, fue autor de varios libros de tenis.